# Adolf Schönberg
Adolf Schönberg (Babylon, New York állam, 1918. augusztus 7. – Ortegal-fok, 1943. július 28. ) német tengeralattjáró-kapitány volt a második világháborúban. Első őrjáratának ötödik napján hősi halált halt.

## Pályafutása
Adolf Schönberg 1937. október 9-én csatlakozott a német haditengerészethez, fregattkapitánynak 1942. április 1-jén nevezték ki. Először az U–62 tengeralattjáró, majd az U–404 parancsnoka volt. Utóbbival egy őrjáratot tett, annak ötödik napján, 1943. július 28-án egy légitámadásban hajójának teljes személyzetével együtt meghalt.

## Összegzés
| Hajója | Parancsnoki szolgálata                  | Őrjáratok száma | Őrjáratok hossza (nap) | Eltalált hajók száma | Eltalált hajók vízkiszorítása (brt) |
| ------ | --------------------------------------- | --------------- | ---------------------- | -------------------- | ----------------------------------- |
| U–62   | 1942. szeptember 16. – 1943. július 19. | 0               | 0                      | 0                    | 0                                   |
| U–404  | 1943. július 20. – 1943. július 28.     | 1               | 5                      | 0                    | 0                                   |